# Polyrhachis aureovestita
Polyrhachis aureovestita é uma espécie de formiga do gênero Polyrhachis, pertencente à subfamília Formicinae.